# Bill Owen

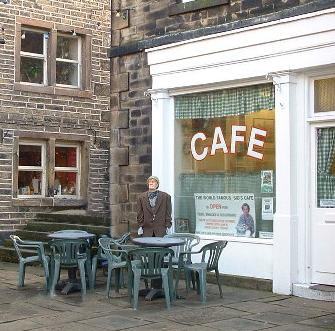
Kawiarnia w Holmfirth z figurą Owena jako Compo

Bill Owen, właśc. William Rowbotham (ur. 14 marca 1914 w Londynie, zm. 12 lipca 1999 tamże) – brytyjski aktor i autor piosenek, współcześnie pamiętany przede wszystkim jako odtwórca jednej z głównych ról w serialu Babie lato, w którym występował przez 28 lat.

## Życiorys

### Pochodzenie i młodość
Pochodził z niezbyt zamożnej rodziny, jego ojciec pracował w londyńskiej komunikacji miejskiej jako kierowca autobusu. Jako nastolatek młody Bill zapisał się na kurs aktorski, którego koszty musiał pokryć z własnej kieszeni, w związku z czym pracował dorywczo jako pomocnik drukarza. W wieku 19 lat zadebiutował w profesjonalnym teatrze w Cambridge. Początkowo występował pod swoim prawdziwym nazwiskiem Bill Rowbotham (Bill to popularne zdrobnienie imienia William). Już od czasów młodości miał zdecydowanie lewicowy światopogląd, stąd w 1939 dołączył do kompanii teatralnej Unity Theatre Company, działającej w obrębie teatru niezależnego i znanej z wyjątkowego zaangażowania politycznego. Ich przedstawienia ukazywały najczęściej niedolę niższych klas, zwłaszcza robotników, i piętnowały nierówności społeczne. Bill Rowbotham początkowo był związany z Unity tylko jako aktor, później zaczął również reżyserować spektakle, a nawet pisać własne sztuki. Jego współpraca z kompanią trwała do 1952, z przerwą na służbę wojskową, która zakończyła się zwolnieniem z armii z powodów medycznych po tym, jak aktor został ranny w eksplozji materiałów wybuchowych podczas ćwiczeń.

### U szczytu kariery
Praca w Unity nie przynosiła wystarczających dochodów, dlatego równolegle Rowbotham występował w komercyjnym teatrze głównego nurtu, w tym na West Endzie, gdzie zadebiutował w 1943 w sztuce Mr Bolfry. W 1945 zadebiutował w filmie pełnometrażowym (miał już za sobą rolę w krótkim metrażu) Tank Patrol. W drugiej połowie lat 40. stał się wziętym aktorem filmowym, od 1947 występującym już jako Bill Owen. W 1950 po raz pierwszy wystąpił na Broadwayu. W latach 50. nadal sporo grywał w kinie, m.in. we wczesnych filmach z popularnego cyklu Cała naprzód, m.in. Szeregowcu do dzieła czy Siostro do dzieła. Równolegle coraz częściej pojawiał się także w telewizji, przede wszystkim w rolach komediowych.

### Lata 60.
W latach 60. w jego karierze aktorskiej nastąpiło poważne spowolnienie, liczba propozycji znacznie spadła. Zajął się wówczas pisaniem piosenek dla wielu popularnych wówczas wykonawców. Dwukrotnie jego kompozycje znajdowały się w pierwszej trzydziestce najpopularniejszych singli w Wielkiej Brytanii: najpierw w 1968 trafiła tam Marianne śpiewana przez Cliffa Richarda, a trzy lata później podobny sukces odniosło Broken Hearted w wykonaniu Kena Dodda. W 1969 w jego karierze otworzył się nowy etap, kiedy to po raz pierwszy raz został obsadzony w roli gdzie, samemu będąc rodowitym londyńczykiem, musiał grać z charakterystycznym akcentem z Yorkshire. Zrobił to tak przekonująco, że tego typu postacie stały się odtąd jego specjalnością i przywróciły mu zainteresowanie reżyserów i producentów.

### Babie lato
W 1972 został zaproszony do obsady nowego serialu Babie lato, opowiadającego o perypetiach trójki emerytów z Yorkshire. Owen został tam obsadzony jako Compo Simmonite – człowiek bardzo niechlujny, leniwy, obleśny, wręcz odrażający, a jednak dzięki swojej niemal dziecięcej radości życia i otwartości na przygody, mogący liczyć na sympatię widzów. Według wspomnień współpracowników, Compo był niemal zupełnym przeciwieństwem samego Owena, który był bardzo kulturalnym, nienagannie ubranym, nieco starszym już wówczas panem o starannej angielszczyźnie. Relacje Owena z innymi aktorami nie zawsze były przyjazne ze względu na jego radykalnie lewicowe poglądy, kontrastujące z bardziej zachowawczym światopoglądem kolegów. Głośna stała się zwłaszcza jego niezwykle ostra dysputa z Michaelem Batesem, gorącym zwolennikiem Partii Konserwatywnej, po której aż do odejścia Batesa z serialu obaj panowie zawsze mieszkali podczas zdjęć w innych hotelach. Z drugiej strony, choć relacje ekipy serialu z mieszkańcami miasteczka Holmfirth, gdzie kręcono serial, były momentami trudne, Owen znany był ze szczególnie ciepłych stosunków łączących go z miejscowymi.

### Śmierć
Compo z Babiego lata stał się najważniejszą rolą Owena, choć aktor nadal pozostawał aktywny w teatrze. Grał w serialu do końca życia, po raz ostatni pojawiając się w nim w wieku 85 lat. Odmówił odejścia z obsady nawet po tym, jak zdiagnozowano u niego raka trzustki. Łącznie zagrał w 185 odcinkach, z czego ostatnie cztery wyemitowano już po jego śmierci.
Zmarł na raka 12 lipca 1999. Zgodnie z jego życzeniem, jego ciało zostało przewiezione z Londynu do Holmfirth i pogrzebane na cmentarzu parafialnym w sąsiedniej wiosce Upperthong. Specjalna uroczystość żałobna odbyła się także w Broadcasting House, historycznej siedzibie BBC, będącego producentem i nadawcą serialu. 7 maja 2000 wyemitowany został specjalny odcinek Just a Small Funeral (w chronologii serialu jest to odc. 188 lub odc. 6 serii 21), ukazujący pogrzeb Compo i będący hołdem dla Owena. Po jego śmierci do obsady serialu dołączył jego syn Tom Owen, również będący aktorem. Grał on oczywiście syna Compo.

### Życie prywatne i wyróżnienia
Był dwukrotnie żonaty. W latach 1946–1964 jego małżonką była Edith Stevenson, z którą miał dwoje dzieci, przy czym związek ten zakończył się rozwodem. W 1977 poślubił Kathleen O’Donoghue, z którą pozostał aż do śmierci.
W 1976 otrzymał Order Imperium Brytyjskiego V klasy (MBE). W 1995 wydał autobiografię Summer Wine and Vintage Years. Przez całe życie był blisko związany z Partią Pracy, którą aktywnie wspierał. Figura przedstawiająca Owena jako Compo stoi przed serialową, ale istniejącą także naprawdę, kawiarnią w Holmfirth.